# Aggada
L’Aggada (judéo-araméen : אגדה, « récitation ») ou Aggadata désigne les enseignements non législatifs de la tradition juive ainsi que le corpus de ces enseignements pris dans son entièreté. Ce corpus de la littérature rabbinique recouvre un ensemble hétéroclite de récits, mythes, homélies, anecdotes historiques, exhortations morales ou encore conseils pratiques dans différents domaines. Il est principalement recueilli dans le Talmud et dans diverses compilations de Midrash Aggada, dont l'une des plus connues est le Midrash Rabba, ainsi que dans des genres non rabbiniques comme la littérature apocalyptique et judéo-hellénistique. 
La fonction première de l’aggada, forme d'exégèse scripturaire visant à tirer de la Bible des enseignements non législatifs, laisse progressivement la place à celle de capter l'attention de l'auditoire afin de rendre l'enseignement législatif plus intéressant et vivant ; elle peut d'autres fois viser à l'édifier. Outre son rôle primordial dans la formation du folklore juif, l’Aggada devient, du fait de son étendue et de sa relative licence narrative, le terreau de la créativité juive dans ses diverses formes littéraires, de la philosophie à la Kabbale et à la poésie liturgique.

## Origines et développement de laaggada
Si les premières traces d'exégèse midrashique du Texte remontent à la Bible elle-même et que de nombreux motifs de l’Aggada se retrouvent, souvent mélangés à des éléments extérieurs, dans les Apocryphes, les Pseudépigraphes et la littérature judéo-hellénistique, l'exégèse aggadique se développe principalement à l'époque de la Mishna et celle des Talmuds, entre 100 et 500 EC. 

### L’Aggadaà l'ère de la Mishna
À l'époque de la Mishna, le terme haggada, équivalent d’aggada dans la langue des Sages, désigne une exégèse des versets bibliques dans un autre but que celui d'en tirer des lois ; elle est encore distincte des leçons de morale et des paraboles mais vise déjà à rendre l'enseignement plus vivant : la Haggada de Pessa'h en est un exemple classique, élaborant sur les versets relatant la sortie d'Égypte, afin d'en souligner des messages qui n'y apparaissent pas à première lecture, comme son caractère intemporel et non évènementiel, chaque génération devant se considérer comme si elle était sortie d'Égypte. C'est aussi du fait de son rapport au Texte que les recueils d’aggadot sont agencés selon les versets bibliques,.

### L’Aggadaà l'ère du Talmud
La compilation de la Mishna, si importante dans le développement de la Loi juive, semble avoir eu moins d'impact sur celui de l’Aggada : celle des docteurs du Talmud se différencie assez peu de celle de leurs prédécesseurs, tant dans la forme que dans le contenu.
Environ un siècle après la compilation de la Mishna apparaissent les « maîtres en aggada » (rabbanan aggadata ou ba'alei aggada), Sages spécialisés dans l'investigation du Texte, consultés pour leur expertise sur des versets particuliers. Habités par le Texte, ils ont établi des concordances entre divers versets selon l'exégèse qu'ils en font, cherchant à en comprendre non pas la lettre (comme le feront plus tard les exégètes du peshat) mais l'esprit. Certains d'entre eux élaborent même des règles herméneutiques comme Rabbi Eliezer ben Yosse HaGlili, auteur de la baraïta des trente-deux règles. 
Le midrash aggada s'est développé au point de donner lieu à des homélies entières, fort appréciées des foules. Déjà connu des fidèles au travers des Targoumim, traductions de la Bible en langue vernaculaire afin d'en faciliter la compréhension, il prend une place prépondérante dans les offices de prière, afin de « faire descendre les cieux vers la congrégation et élever l'homme jusqu'au ciel pour glorifier Dieu et conforter Israël. [C'est à ce moment qu'y sont introduits] les discours sur les vérités religieuses, les maximes morales, les considérations sur la rétribution et la théodicée, les lois attestant de la nationalité d'Israël, les descriptions de sa grandeur passée et future, les scènes légendaires de l'histoire juive, les comparaisons entre institutions juives et divines, les louanges de la terre sainte, les histoires encourageantes et divers types de réflexions réconfortantes ».
L’Aggada ne désigne plus alors la seule interprétation du Texte mais le procédé d'exégèse lui-même ; il finit par inclure tout ce qui n'entre pas dans le champ de la Halakha (bien que la frontière se soit maintes fois révélée illusoire : d'une part, les recueils de midrash halakha de la littérature tannaïtique — Mekhilta, Sifra et Sifre — étaient pour moitié au moins aggadiques, d'autre part, de nombreuses pratiques tirent uniquement leur source d'une aggada).

## Source
- Cet article contient des extraits de l'article « Midrash Haggadah » par Isidore Singer & J. Theodor de la Jewish Encyclopedia de 1901–1906 dont le contenu se trouve dans le domaine public.